# Vuelve a mi vida
Vuelve a mi vida (título original en italiano: Torna!, lit. '¡Vuelve!') es una película de melodrama italiana de 1953 dirigida por Raffaello Matarazzo y protagonizada por Amedeo Nazzari e Yvonne Sanson.

## Argumento
Dos primos, Roberto y Giacomo, que se pelean por la herencia de su tío, están enamorados de la misma chica, Susanna, que se casa con Roberto. Además de holgazán y jugador, Giacomo es traicionero y difunde calumnias que corren el riesgo de destruir a la feliz familia.

## Reparto
- Amedeo Nazzari como Roberto Varesi.
- Yvonne Sanson como Susanna.
- Franco Fabrizi como Giacomo Marini.
- Enrica Dyrell como Viviana.
- Giovanna Scotto como Antonia.
- Liliana Gerace como Luisa.
- Maria Grazia Sandri como Lidia.
- Teresa Franchini como Reverenda Madre.
- Olinto Cristina como Abogado.
- Rita Livesi como Institutriz.
- Giulio Tomasini como Vittorio.
- Giorgio Capecchi como el abogado Antonio Mezzara.
- Nino Marchesini como notario.